# Guardian Industries
 (mars 2012).
Si vous disposez d'ouvrages ou d'articles de référence ou si vous connaissez des sites web de qualité traitant du thème abordé ici, merci de compléter l'article en donnant les références utiles à sa vérifiabilité et en les liant à la section « Notes et références ».
Pour les articles homonymes, voir Guardian.
Guardian Industries Corporation est une entreprise américaine fondée en 1932.
Basée à Auburn Hills, Michigan, Guardian est l’un des leaders mondiaux sur les marchés du verre float, produits finis en verre, isolation en fibre de verre et matériaux de construction pour les marchés tertiaires, résidentiels et automobiles . L’entreprise emploie plus de 19 000 personnes à travers le monde et est présente en Amérique du Nord, Amérique du Sud, Europe, Asie, Afrique et au Moyen-Orient .

## Histoire
Leader dans les produits verriers, automobiles et de construction, Guardian a fait ses débuts en tant que petit producteur de pare-brise. En 1957, l’entreprise fait faillite et est reprise la même année par William Davidson, 10 ans après avoir été diplômé de l’Université du Michigan. Trois ans plus tard l’entreprise est sortie d’affaire et en 1968, toujours dirigée par Davidson, elle change officiellement de nom pour Guardian Industries Corp.
En 1970, l’entreprise connait l’un des développements les plus importants de son histoire grâce à la fabrication du verre plat selon le procédé float. Ainsi, la même année, la 1re usine de production de float ouvre ses portes à Carleton dans le Michigan et aujourd’hui l’entreprise compte 28 lignes de verre float et 13 sites de transformation de verre à travers le monde. En 1973, l’action Guardian se négocie à la Bourse de New York.
À partir de 1980, Guardian diversifie ses activités et ouvre plusieurs sites de fabrication de produits d’isolation en fibre de verre. L’entreprise s’installe aussi en Europe et inaugure en 1981 sa 1re usine européenne de float à Bascharage, au Luxembourg. Plusieurs usines ouvrent ensuite leurs portes en Allemagne, Espagne, Royaume-Uni, Hongrie et Pologne. En 1985 l’entreprise est privatisée après 17 années de statut public.
Les années 1990 voient l’expansion de Guardian dans les secteurs de l’automobile et des matériaux de construction avec l’acquisition de Automotive Moulding Company of Warren, Michigan, et Lab. Radio, à Valence (Espagne) puis Builder Marts of America (BMA) et Cameron Ashley Building Products. En 1995, le siège social de Guardian déménage de Novi à son emplacement actuel à Auburn Hills dans le Michigan.
Le rachat de Siegel-Robert automobile en 2008 a conduit à la création de SRG Global, un des plus grands fournisseurs mondiaux de revêtements plastiques de pointe à haute valeur ajoutée,.

## Activités
Les activités de Guardian Industries Corporation sont réparties en trois catégories :
Produits verriers
- Climaguard : verre d’isolation thermique[5]
- SunGuard : verre de contrôle solaire[6]
- InGlass : gamme de produit de verre d’intérieur dont :
  - Satindeco : verre dépoli à l’acide
  - DecoCristal : verre plat peint sur une face avec une peinture organique colorée
  - ShowerGuard : verre pour la douche facile à nettoyer empêchant le dépôt de résidus de savon ou de calcaire[7].
  - DiamondGuard : verre à revêtement possédant une meilleure résistance aux rayures
- LamiGlass : verre feuilleté
- UltraMirror : verre pour miroir[8]
- EcoGuard : verre à faible teneur en fer pour l’application photovoltaïque

Produits pour le marché automobile
Guardian est actif sur le marché automobile avec les entités Automotive Glass et SRG Global, une filiale de Guardian Tier I et l’un des plus grands fournisseurs mondiaux de pièces en plastique chromé, utilisées par pratiquement tous les constructeurs automobiles dans le monde. Par ailleurs, Guardian fournit également des pare-brise, le verre de remplacement pour les voitures et les véhicules récréatifs à travers sa marque Automotive Aftermarket. 
Produits pour la construction
Guardian Building Product (GBP) est l’un des plus grands fabricants d’isolants en fibres de verre et possède l’un des plus grands réseaux de distribution de matériel de construction d’Amérique du Nord. Sa présence dans le secteur des matériaux de construction est croissante. En associant des produits performants avec un vaste réseau de distribution, GBP fournit un large éventails de produits et services à plus de 30 000 clients de l’industrie de la construction résidentielle et commerciale.
En 2011, Guardian a été classée 62e plus importante compagnie privée américaine par le magazine Forbes.

## Sites de production

### Europe

#### France
- Communay
- Marignane
- Rennes
- Canejan
- Compans

## Équipe dirigeante
- David Jaffe, Vice Président Guardian Industries
- Scott Thomsem, Président Glass Group
- Stevenv Ziessler, Président Guardian Building Products
- Kevin Baird, Président et CEO SRG Global
- Mike Morrison, Président Guardian Automotive

## Principaux concurrents
Les principaux concurrents de Guardian Industries sur ses différents marchés sont :
- PPG Industries
- Saint-Gobain
- Asahi Glass
- Nippon Sheet Glass
- Pilkington
- Interpane
- Euroglas